# Geislbach
Der Geislbach ist einer der größten linken Nebenflüsse der Isen im oberbayerischen Landkreis Erding.

## Name
Der Ort Geislbach wird im Jahr 780 als Kisalpah erstmals schriftlich erwähnt. Hieraus wird ersichtlich, dass der Name vom althochdeutschen Personennamen Gīsalo abgeleitet wurde.

## Geographie

### Verlauf
Er entspringt auf etwa 510 m ü. NHN am südöstlichen Rand des Weilers Kuglern und fließt zunächst kurz bis Obergeislbach in nordöstlicher Richtung. Ab dort zieht er für den größten Teil seines im mittleren Teil stark mäandrierenden Laufes in östlicher Richtung. Erster linker Zufluss ist dabei die Schlair, die kurz nach Obergeislbach in den Geislbach fließt. Dabei fließt am westlichen Ortsrand von Niedergeislbach der Matzbach zu, zweiter seiner drei großen linken Zuflüsse, der in etwa südsüdöstlicher Laufrichtung vom Südrand des Lengdorfer Weilers Schrödings naht. Wenig nördlich des Weilers Embach und westlich des Dorfes Esterndorf mündet der dritte, vielleicht Holzer Bach genannte, der beim Lengdorfer Weiler Holz entsteht und südostwärts läuft. In dessen Richtung fließt danach auch der Geislbach weiter, zwischen den beiden Orten Embach und Esterndorf hindurch, und mündet dann nach weniger als einem weiteren Kilometer südlich von Esterndorf auf etwa 452 m ü. NHN von links in die Isen.

### Zuflüsse
- Schlair, von links nach Obergeislbach
- Matzbach, von links bei Niedergeislbach
- Holzer Bach (?), von links vor Esterndorf

### Orte am Lauf
Von den Orten nahe am Lauf gehören nacheinander
- der Weiler Kuglern nah am Ursprung zur Gemeinde Walpertskirchen
- Zwischen Kuglern und Obergeislbach rechts am Hang der Weiler Hönning
- das durchflossene Kirchdorf Obergeislbach, die Einöde Unternumberg am linken Hang, das Kirchdorf Thann am rechten, das Dorf Brandlengdorf rechts auf dem Hügel, das Kirchdorf Niedergeislbach links an Ufer und Hang sowie die Einöde Holnburg wieder rechts auf dem Hügel zur Gemeinde Lengdorf.
- Der noch folgende Weiler Embach und das Kirchdorf Esterndorf liegen mündungsnah rechts und links am Unterhang und schon in der Zeilhofener Stadtteilgemarkung von Dorfen.